# Bill Murray
William James "Bill" Murray (født 21. september 1950 i Evanston, Illinois) er en irsk-amerikansk komiker, producer, filminstruktør og skuespiller. Han blev først kendt for sin medvirken i NBC's satireserie Saturday Night Live fra 1977 til 1980. Som filmskuespiller er han bedst kendt for sine komedieroller. Bedst kendt er nok rollerne i filmene Ghostbusters (1984) og Lost in Translation (2003). Af andre væsentlige roller kan nævnes En ny dag truer (engelsk: Groundhog Day), Ed Wood, Kingpin, Rushmore og den på filmfestivalen i Cannes præmierede Broken Flowers.

## Filmografi
- Jungle-bøffen (1975)
- The TVTV Show (tv-film)(1976)
- Next Stop, Greenwich Village - her leves livet (1976)
- The Rutles: All You Need Is Cash (tv-film)(1978)
- Loose Shoes (1978)
- Med røven i vandskorpen (1979)
- Mr. Mike's Mondo Video (1979)
- Where the Buffalo Roam (1980)
- Skøre øgler (1980)
- Røven fuld af penge (1980)
- Røven af 4. division (1981)
- Tootsie (1982)
- Ghostbusters (1984)
- Nothing Lasts Forever (1984)
- The Razors Edge (1984)
- Gys i blomsterbutikken (1986)
- Scrooged (1988)
- Ghostbusters II (1989)
- Hurtige penge (1990)
- Hva' med Bob? (1991)
- En ny dag truer (1993)
- Pigen i midten (1993)
- Ed Wood (1994)
- Kingpin (1996)
- Mig og min elefant (1996)
- Space Jam (1996)
- The Man Who Knew Too Little (1997)
- Wild Things (1998)
- With Friends Like These... (1998)
- Rushmore (1998)
- Cradle Will Rock (1999)
- Hamlet (2000)
- Charlie's Angels (2000)
- Osmosis Jones (2000)
- The Royal Tenenbaums (2001)
- Speaking of Sex (2001)
- Lost in Translation (2003)
- Coffee and Cigarettes (2003)
- Garfield: The Movie (2004)
- Life Aquatic (2004)
- Broken Flowers (2005)
- The Lost City (2005)
- Garfield 2 (2006)
- The Darjeeling Limited (2007)
- Get Smart (2008)
- City of Ember (2008)
- The Limits of Control (2009)
- Get Low (2009)
- Zombieland (2009)
- Fantastic Mr. Fox (2009)
- Passion Play (2010)
- Moonrise Kingdom (2012)
- Hyde Park on Hudson (2012)
- A Glimpse Inside the Mind of Charles Swan III (2012)
- Monumenternes Mænd (2014)
- The Grand Budapest Hotel (2014)
- St. Vincent (2014)
- Dum og dummere 2 (2014)
- Ghostbusters (2016)
- Zombieland: Double Tap (2019)
- Ghostbusters: Afterlife (2021)
- The French Dispatch (2021)